# Sadi Tekelioğlu (Journalist)
Sadi Tekelioğlu (* 8. November 1960 in Antalya; † 13. August 2020) war ein türkisch-dänischer Journalist, der auch als Schauspieler in einem Kinofilm in Erscheinung getreten ist.
Der gebürtige Türke kam 1987 nach Dänemark. Er war Herausgeber und Leiter der dänisch-türkischen Zeitung Haber in Kopenhagen. Als Sportjournalist schrieb Tekelioğlu auch für die türkische Zeitung Cumhuriyet. In dem international beachteten Jugendfilm Fightgirl Ayse (2007) betätigte er sich überdies als Schauspieler; er wirkte in der Rolle des Vaters der Titelfigur mit.
Sadi Tekelioğlu war mit einer dänischen Staatsbürgerin verheiratet.